# إبرام
الأنبا إبرام (بالإنجليزية Abraam)، وهو أسقف الفيوم والجيزة، وأيضاً قديس قبطي معاصر لدى الكنيسة القبطيةالأرثوذكسية، لقب بصديق الفقراء، ورجل العطاء؛ لشدة اهتمامه بمساعدة الفقراء والمحتاجين. عاش بين القرنين التاسع عشر والعشرين من الميلاد، حيث سمع الكاتب الإنجليزي ليدر وهو في فرنسا، عن أسقف مصري قديس، فأسرع بالسفر إلى مصر مع زوجته ليلتقيا به. وقد سجل لنا فصلاً كاملاً عن حياته، جاء فيه: «هذا القديس الشيخ عرفه العالم الشرقي كله، وأدرك أنه الخليفة المباشر لسلسلة المسيحيين الأولين غير المنقطعة». وعبرت زوجته عن هذا اللقاء بقولها: «كنا في حضرة المسيح وامتلأنا بروح الله»

## نشأته
وُلد هذا القديس في دلجا التابعة لإيبارشية ملوى عام 1829 م من أبوين تقيين، وكان اسمه بولس غبريال، وقد حفظ المزامير ودرس الكتاب المقدس منذ طفولته.

## دخوله الدير
وإذا إلتهب قلبه بحب الله، فقد دخل لادير السيدة العذراء مريم «المحرق»، الذي سمي بهذا الاسم نسبة إلى اسم أحد الرهبان المعروفين، بولس المحرقي عام 1848م. ولما دعاه الأنبا ياكوبوس أسقف المنيا للخدمة حوّل المطرانية إلى مأوى للفقراء، وبقى أربعة أعوام رُسم فيها قسًا عام 1863م. ولحبه في الرهبنة عاد إلى ديره حيث أُختير رئيسًا للدير، فجاءه شبان كثيرون للتلمذة على يديه بلغ عددهم أربعون راهبًا. لكنه إذ فتح باب الدير على مصراعيه للفقراء وسكب كل إمكانيات الدير لحساب أخوة المسيح ثار البعض عليه وعزلوه عن الرئاسة وطلبوا منه ترك الدير.

## طرده من الدير
طُرد أبونا بولس وتلاميذه بسبب عطفة الزائد على الفقراء فكان يوزع أموال الدير على الفقراء والمحتاجين، فالتجؤوا إلى دير السيدة العذراء «البراموس» بوادي النطرون، وهناك تفرغ للعبادة ودراسة الكتاب المقدس.

## سيامته أسقفاً
وفي عام 1881 رُسم أسقفا على الفيوم وبني سويف والجيزة باسم الأنبا ابرام، فحوّل الأسقفية إلى دار للفقراء. حيث خصص الأسقف الدور الأول من داره للفقراء، والعميان، والمرضى، وكان يرافقهم أثناء طعامهم اليومي ليطمئن عليهم بنفسه. وكان إذ دخل عليه فقير مدّ يده تحت الوسادة ليعطيه كل ما يملك وأن لم يجد يعطه «شاله» أو «فروجيته».
- وله في ذلك قصص مذهلة ومنها:

[مطرانية في السماء] جاء عنه أن أعيان الايبارشية رؤوا المطرانية غير لائقة فاتفقوا معه على تجديدها وتوسيعها. وكانوا كلما جمعوا مبلغًا من المال يسلمونه له. أخيرًا جاءوا إليه يطلبون إليه موعدًا للاتفاق مع المقاول على شروط البناء، فتطلع إليهم قائلا: «لقد بنيت يا أولادي!!... لقد بنيت لكم مسكنًا في المظال الأبدية».
[استغلال عطفه] من الروايات المتداولة بين معاصريه أن ثلاثة شبان أرادوا استغلال حبه للفقراء فدخل اثنان منه يدّعيان أن ثالثهم قد مات وليس لهم ما يُكفنانه به، فلما سألهم الأب الأسقف:«هو مات؟!»، فأجابوا: «نعم مات». ثم هزّ الأسقف رأسه ومدّ يده بالعطية قائلا: «خذوا كفّنوه به». وخرج الاثنان يضحكان: لكن سرعان ما تحول ضحكهما إلى بكاء عندما نظرا ثالثهما قد مات فعلاً.

## نياحته
- تنيح—الانبا إبرآم في 10 يونيو عام 1914م (3 بؤونة 1630 للشهداء) وودعه ما يقرب 25 الفا من المسيحيين والمسلمين
- في عام 1964 قرر المجمع المقدس للكنيسة القبطية الأرثوذكسية اعتبار الانبا ابرام قديسا بشكل رسمي وإضافة اسمه لمجمع القديسين (قائمة أسماء القديسين) في ليتورجيات الكنيسة القبطية.
- تم نقل جسده إلى مزاره الحالي بدير السيدة العذراء والأنبا إبرام بالعزب-الفيوم ويوجد إلى جانبه عدد من المقتنيات الشخصية والكنسية التي تخص الانبا ابرام.